# Halenia viridis
Halenia viridis är en gentianaväxtart som först beskrevs av August Heinrich Rudolf Grisebach, och fick sitt nu gällande namn av Ernest Friedrich Gilg. Halenia viridis ingår i släktet Halenia och familjen gentianaväxter. Inga underarter finns listade i Catalogue of Life.